# Comté de Bailey
Pour les articles homonymes, voir Bailey.
Le comté de Bailey, en anglais : Bailey County, est un comté des États-Unis, situé au sud du Texas Panhandle, au nord-ouest de l'État du Texas. Fondé le 19 novembre 1876, son siège est la ville de Muleshoe. Selon le recensement des États-Unis de 2020, sa population est de 6 904 habitants. Le comté a une superficie de 2 143 km2, dont 2 141,3 km2 en surfaces terrestres. Il est baptisé en l'honneur de Peter James Bailey, héros du siège de Fort Alamo.

## Organisation du comté
Le comté de Bailey est créé le 19 novembre 1876, à partir des terres du comté de Young. Après plusieurs réorganisations foncières, le comté est définitivement autonome et organisé le 17 mars 1919. Le 27 mai 1931 son territoire est étendu à l'ouest, jusqu'à la frontière du Nouveau-Mexique.
Le comté est baptisé en référence à Peter James Bailey, mort le 6 mars 1836, aux-côtés de Davy Crockett, lors du siège de Fort Alamo,,.

## Géographie
Le comté de Bailey se situe au nord-ouest de l'État du Texas, aux États-Unis,. Il se trouve au sud du Texas Panhandle et est bordé à l'ouest par le Nouveau-Mexique.
Il a une superficie totale de 2 143 km2, composée de 2 141,3 km2 de terres et de 1,7 km2 de zones aquatiques.

## Comtés adjacents
| Comté de Curry Nouveau-Mexique     | Comté de Parmer  |               |
| Comté de Roosevelt Nouveau-Mexique | comté de Bailey  | Comté de Lamb |
|                                    | Comté de Cochran |               |

## Démographie
Lors du recensement de 2010, le comté comptait une population de 7 165 habitants. En 2017, la population est estimée à 7 077 habitants,.

Pyramide des âges du comté de Bailey (2000).

Selon l'American Community Survey, pour la période 2011-2015, 51,67 % de la population âgée de plus de 5 ans déclare parler anglais à la maison, alors que 48,17 % déclare parler l’espagnol et 0,17 % une autre langue.